# Testechiniscus spitzbergensis
Testechiniscus spitzbergensis är en djurart som tillhör fylumet trögkrypare, och som först beskrevs av Scourfield 1897.  Testechiniscus spitzbergensis ingår i släktet Testechiniscus och familjen Echiniscidae. Inga underarter finns listade i Catalogue of Life.